# Джей Ботройд
Джей Ботройд (англ. Jay Bothroyd, нар. 7 травня 1982, Лондон, Англія) — англійський футболіст, нападник клубу «Консадолє Саппоро». Провів один матч у складі національної збірної Англії.
Володар Кубка Інтертото.

## Клубна кар'єра
Вихованець футбольної школи клубу «Арсенал».
У дорослому футболі дебютував 2000 року виступами за команду клубу «Ковентрі Сіті», в якій провів три сезони, взявши участь у 72 матчах чемпіонату. Більшість часу, проведеного у складі «Ковентрі Сіті», був основним гравцем атакувальної ланки команди.
Згодом з 2003 по 2008 рік грав у складі команд клубів «Перуджа», «Блекберн Роверз», «Чарльтон Атлетик», «Вулвергемптон Вондерерз» та «Сток Сіті».
Своєю грою за останню команду привернув увагу представників тренерського штабу клубу «Кардіфф Сіті», до складу якого приєднався 2008 року. Відіграв за валлійську команду наступні три сезони своєї ігрової кар'єри. Граючи у складі «Кардіфф Сіті» також здебільшого виходив на поле в основному складі команди.
Протягом 2011—2016 років захищав кольори клубів «Квінз Парк Рейнджерс», «Шеффілд Венсдей», «КПР», «Муангтонг Юнайтед» та «Джубіло Івата».
До складу клубу «Консадолє Саппоро» приєднався 2017 року.

## Виступи за збірні
2001 року залучався до складу молодіжної збірної Англії. На молодіжному рівні зіграв в одному офіційному матчі, забив 1 гол.
2010 року провів один матч в офіційних матчах у складі національної збірної Англії.

## Досягнення
- Володар Кубка Інтертото:

«Перуджа»: 2003